# Hemeroblemma nucalis
Hemeroblemma nucalis är en fjärilsart som beskrevs av Felder 1874. Hemeroblemma nucalis ingår i släktet Hemeroblemma och familjen nattflyn. Inga underarter finns listade i Catalogue of Life.